# Aizoon
Aizoon là chi thực vật có hoa trong họ Aizoaceae.

## Loài
- Aizoon asbestinum
- Aizoon burchellii
- Aizoon camforosma
- Aizoon canariense
- Aizoon giessii
- Aizoon glinoides